# Aldertjärnen (Överluleå socken, Norrbotten)
Aldertjärnen är en sjö i Bodens kommun i Norrbotten och ingår i Altersundets huvudavrinningsområde.